# Strdimil žlutokostřecový
Strdimil žlutokostřecový (Arachnothera juliae) je druh velkého pěvce z čeledi strdimilovití (Nectarinidae), který se endemicky vyskytuje na ostrově Borneo.

## Systematika
Druh popsal britský ornitolog Richard Bowdler Sharpe v roce 1887 jako Arachnothera juliae. Sharpe strdimila popsal na základě exempláře z Kinabalu, který pro něj získal britský průzkumník John Whitehead. Rodové jméno pochází ze starořeckého arakhnēs („pavouk“) a thēras („lovec“). Druhové jméno juliae odkazuje k Julii Charlotte Sophii, manželce britského ornitologa Arthura Haye.
Podle fylogenetické studie z roku 2011 je nejbližším příbuzným strdimila žlutokostřecového klad tvořený strdimilem naholícím (Arachnothera clarae) a strdimilem žlutouchým (Arachnothera chrysogenys). Strdimil žlutokostřecový netvoří žádné poddruhy.

## Popis

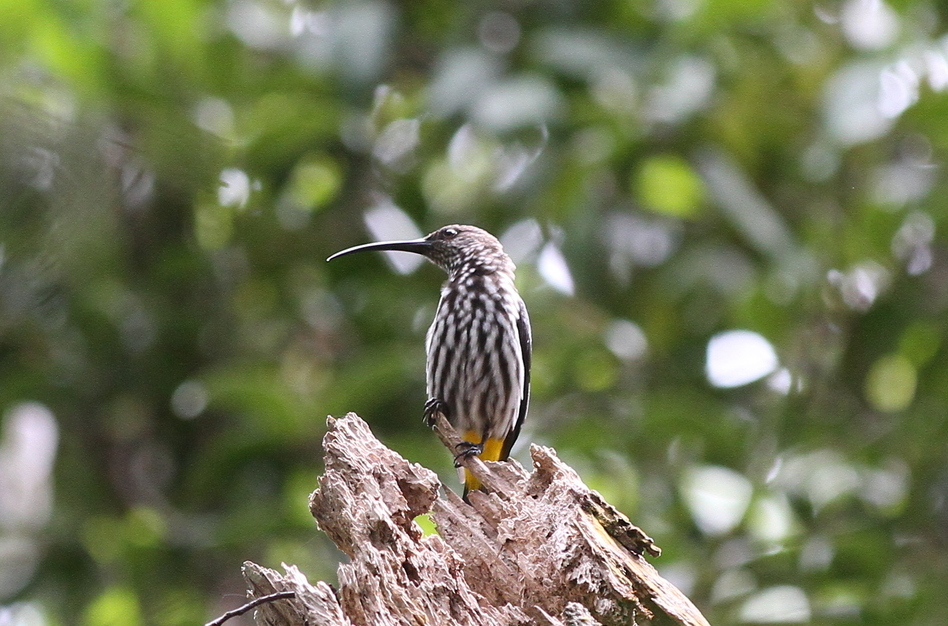
Strdimil žlutokostřecový v národním parku Kinabalu

Samci dosahují délky 16,5–18 cm, samice 15,5–16,5 cm. Většina opeření je tmavě hnědá, přičemž hlava, spodina a hřbet jsou výrazně podélně bíle pruhovány; pruhy na hlavě a krku jsou tenčí než na hřbetu a spodině. Podocasní krovky a kostřec jsou sytě žluté (odtud druhové jméno). Duhovky jsou hnědé, nohy a zobák černé.

## Rozšíření a populace
Strdimil žlutokostřecový je endemický k ostrovu Borneo, kde se vyskytuje na středoseveru ostrova. Druh je rozšířen v nížinatých i horských pralesích i sekundárních lesích mezi c. 950–2100 m n. m. Většinou se pohybuje samostatně nebo v páru v horní části stromového baldachýnu, občas i v jeho střední části. Občas se sdružuje do hejn s jinými druhy ptáků. Žije převážně usedavě.
Celková populace je neznámá, nicméně druh bývá popisován jako místně běžný.

## Biologie
Živí se malými členovci, bobulemi a nektarem. Vokálně se projevuje výrazným sípavým uí-čit (4 kHz) či komplexním nasálním, avšak stále sípavým cvrlikáním a trylky v bohatých harmoniích, které připomínají uit-uit-uit-ut-ut-ut-uííhi. Délka jedné generace je kolem 4,2 roku.

### Hnízdění
Doba hnízdění nastává od března nejméně do srpna, nicméně samci se zvětšenými varlaty byli zaznamenáni v červnu i listopadu. Hnízdo má miskovitý tvar, vystýlku tvoří jemné vlákna stromové kůry. Hnízda bývají umístěna v přirozeně se vyskytujících trsech mechu na stromech, ve kterých si strdimilové vyhrabou díru, ve vegetaci nebo mezi kořeny stromů. Snůšku tvoří dvě vejce, ptáčata jsou krmena bobulemi a členovci.

## Ohrožení
Mezinárodní svaz ochrany přírody hodnotí druh jako málo dotčený, nicméně uznává, že populace je patrně na ústupu vlivem úbytku habitatu.